# Barranc de Sarradé
El Barranc de Sarradé és un barranc que discorre del tot dins del terme municipal de la Vall de Boí, a la comarca de l'Alta Ribagorça, i dins el Parc Nacional d'Aigüestortes i Estany de Sant Maurici.
«El nom prové del basc "Sarra-toi" (zarra significa "escòria", i també "arranque en el arrastre de bloques del río", o "arena gruesa del río", i -toi, sufix que indica abundància)».
És afluent per la dreta del Riu de Sant Nicolau. Té el naixement a 2.123 metres, a l'Estany de Sarradé, a la Vall de Sarradé; el seu curs discorre cap al sud i desaigua al capdamunt de l'Estany de Llebreta.